# Matadi
Matadi er en by i den vestlige del af Demokratiske Republik Congo, i provinsen Kongo Central med et indbyggertal 306.053(2012). Byen, der blev grundlagt i 1879 af den opdagelsesrejsende Henry Morton Stanley, ligger ved breden af Congofloden.